# Distretto di Rajsamand
Il distretto di Rajsamand è un distretto del Rajasthan, in India, di 986 269 abitanti. È situato nella divisione di Udaipur e il suo capoluogo è Rajsamand.